# Jon Cortina Garaigorta
Jon Cortina Garaigorta (Bilbao, 8 de desembre de 1934 - Ciutat de Guatemala, Guatemala, 12 de desembre de 2005), teòleg de l'alliberament i enginyer, lluità per la justícia social al Salvador.
S'ordenà jesuïta als 20 anys. Un any després, el 1955, anà al Salvador on va col·laborar amb Ignacio Ellacuría. Fou teòleg de l'alliberament i enginyer de camins. Exercia de professor d'Enginyeria a la Universitat Centreamericana (UCA), a San Salvador.
Es nacionalitzà salvadorenc per poder treballar al costat dels més oprimits. Des de la dècada dels vuitanta fins a la seva mort va viure a la petita comunitat de Guarjila (Chalatenango), a la que va acompanyar durant els difícils anys de la guerra. El fet d'estar a Guarjila el va salvar de morir el 16 de novembre de 1989, quan un grup de 26 militars salvadorencs -19 d'ells entrenats en l'Escola de les Amèriques dels Estats Units- va entrar en l'UCA i va matar als sis jesuïtes que s'hi trobaven -Ellacuría entre ells-, a una empleada i a la filla d'aquesta. Per la seva lluita pels més oprimits i la defensa dels drets humans va sofrir posteriorment diversos intents d'assassinat.
El 1994 va crear l'Associació Pro Búsqueda Arxivat 2005-08-24 a Wayback Machine. de nens desapareguts durant la guerra civil a El Salvador.